# Qırxbulaq
Qırxbulaq è un comune dell'Azerbaigian situato nel distretto di Şəki. Conta una popolazione di 435 abitanti.